# چیزی دقیقاً شبیه این
«چیزی دقیقاً شبیه این» تک‌آهنگی از د چینسموکرز و کلدپلی است که در ۲۲ فوریه ۲۰۱۷ منتشر شد.
این تک‌آهنگ در چارت‌های، فلاندرز در رتبه اول و در چارت‌های کانادا، والونیا، اسکاتلند، اسپانیا، لهستان، فنلاند، سوئد، استرالیا، سوئیس، پرتغال، اتریش، بریتانیا، جزو ده ترانه اول قرار گرفت.